# ボナヴィーゴ
ボナヴィーゴ（伊: Bonavigo）は、イタリア共和国ヴェネト州ヴェローナ県にある、人口約2,000人の基礎自治体（コムーネ）。

## 地理

### 位置・広がり

#### 隣接コムーネ
隣接するコムーネは以下の通り。
- アルバレード・ダーディジェ
- アンジャーリ
- レニャーゴ
- ミネルベ
- ロヴェルキアーラ
- ヴェロネッラ

### 気候分類・地震分類
気候分類では、zona E, 2424 GGに分類される。
また、イタリアの地震リスク階級 (it) では、zona 3 (sismicità bassa) に分類される。

## 姉妹都市
- Ober-Hilbersheim、ドイツ